# Gordini
Gordini – francuskie przedsiębiorstwo produkujące samochody, założone przez znanego konstruktora Amédée Gordini.
Firma znana jest z udziału w wyścigach samochodowych. Początkowo budowała własne konstrukcje z wykorzystaniem zespołów firmy Simca. Były to modele oznaczane jako Simca-Gordini. W latach 1950–1956 firma brała udział w wyścigach Formuły 1. Firma słynęła z modeli 15, 16 i 32, pomalowanych na charakterystyczny niebieski kolor symbolizujący Francję. Firma angażowała się też w wyścigi Le Mans. Następnie firma rozpoczęła ścisłą współpracę z Renault, po czym w 1969 firma została włączona w skład koncernu.
Dla potrzeb Renault firma przygotowała sportowe wersje modeli Renault Dauphine, Renault 8, Renault 12, a nawet Renault Twingo. Dlatego nazwa "Gordini" pojawia się przy niektórych modelach Renault dla podkreślenia ich sportowego charakteru, na podobnej zasadzie jak FIAT używa nazwy Abarth.

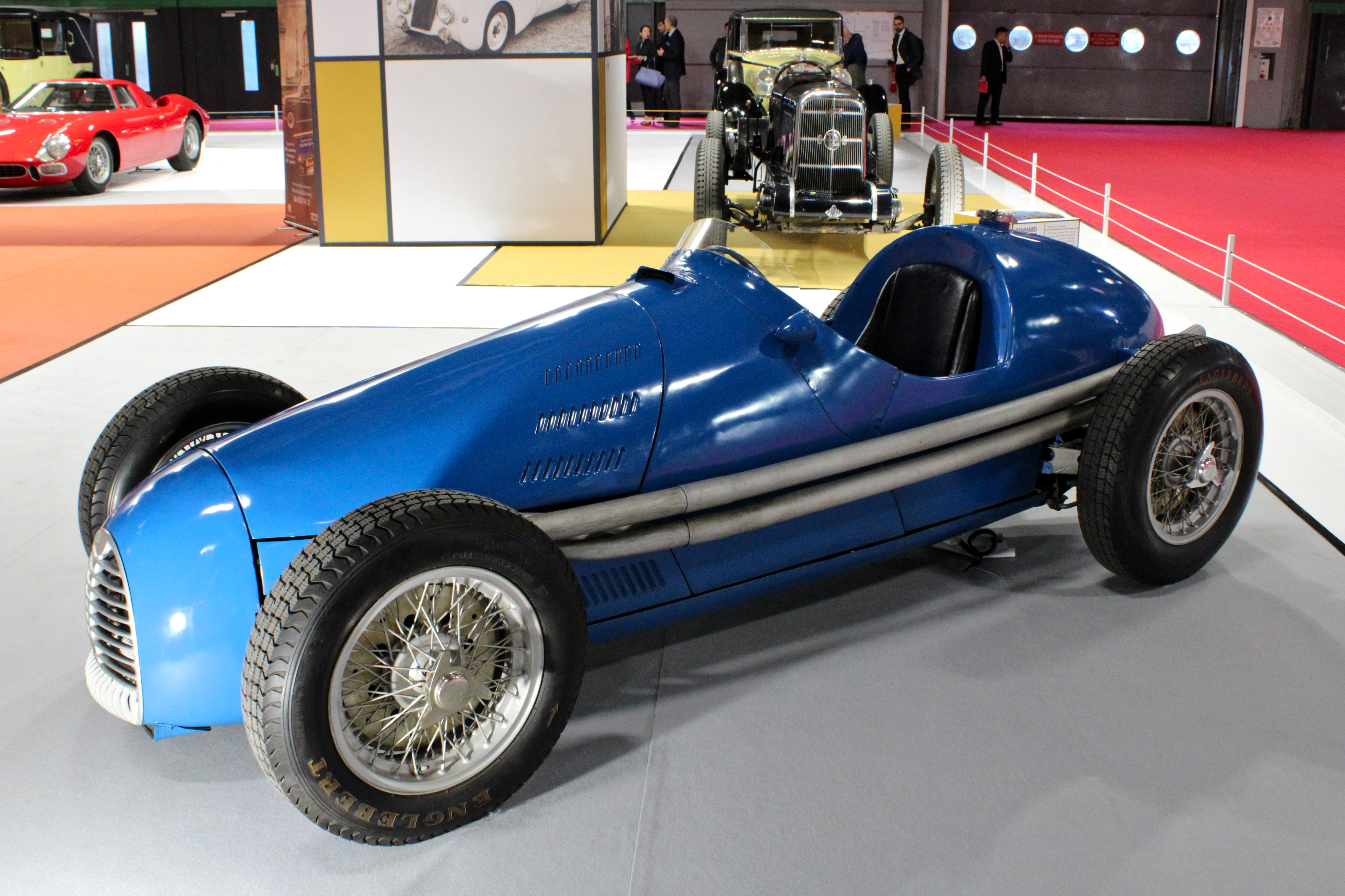
Formuła 1 Gordini Type 16
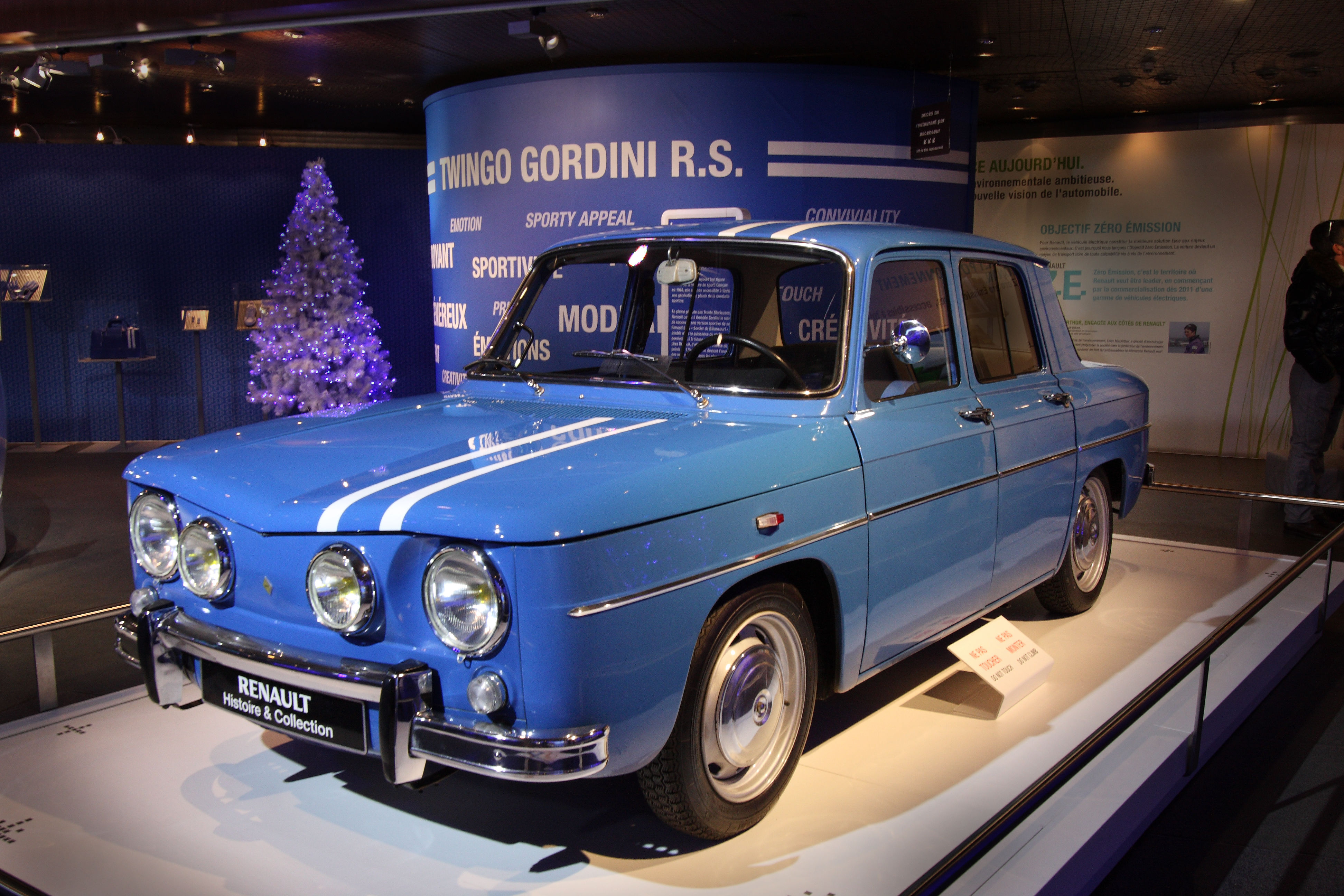
Renault 8 Gordini
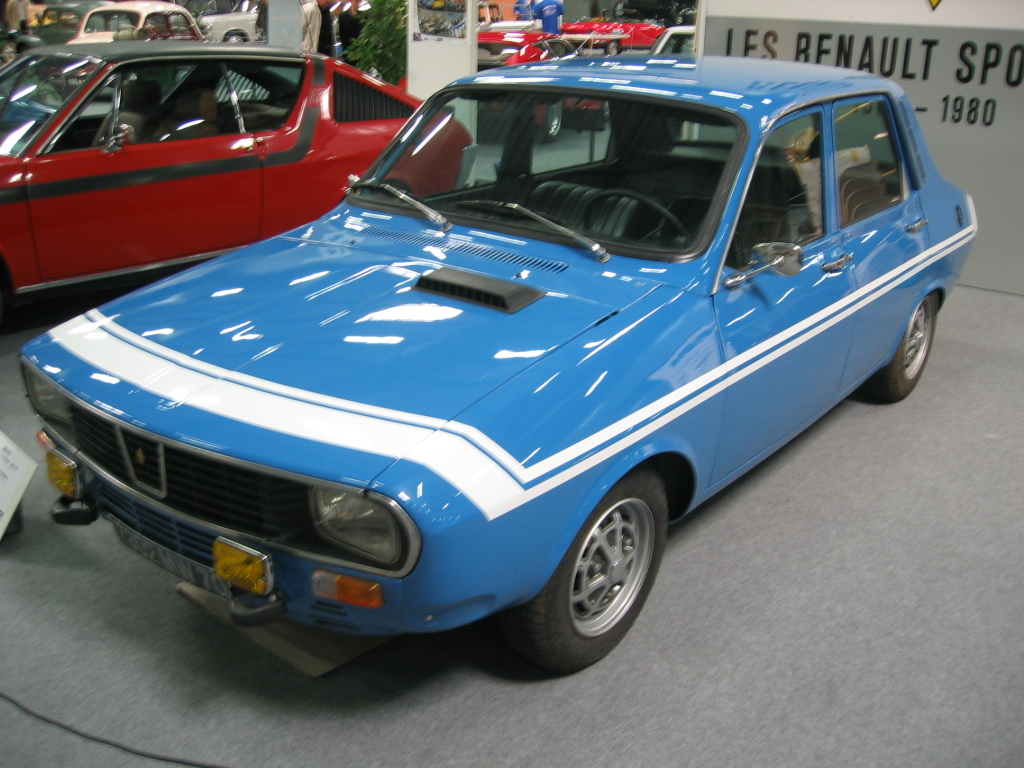
Renault 12 Gordini
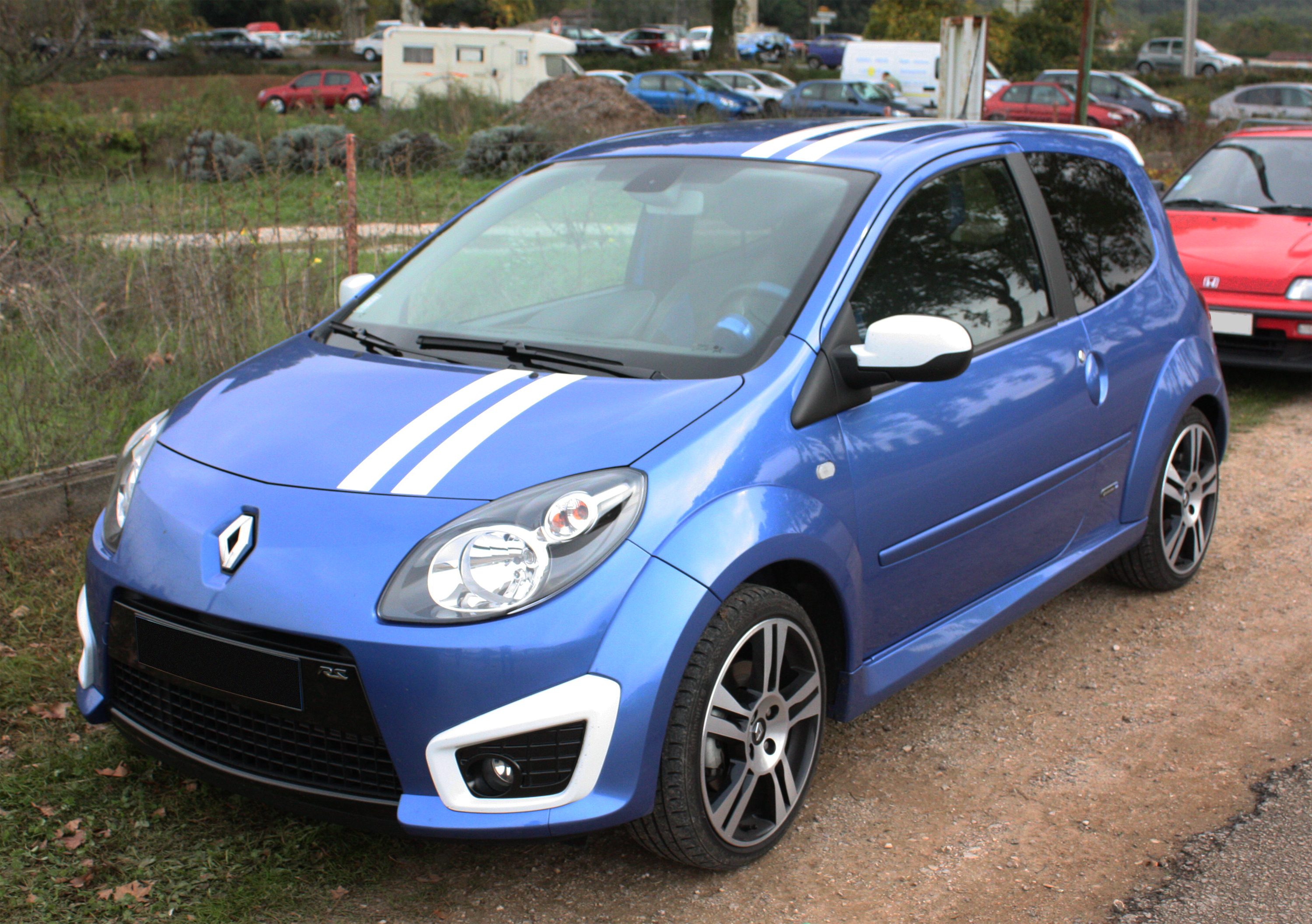
Renault Twingo RS Gordini